# Duquesne Spy Ring

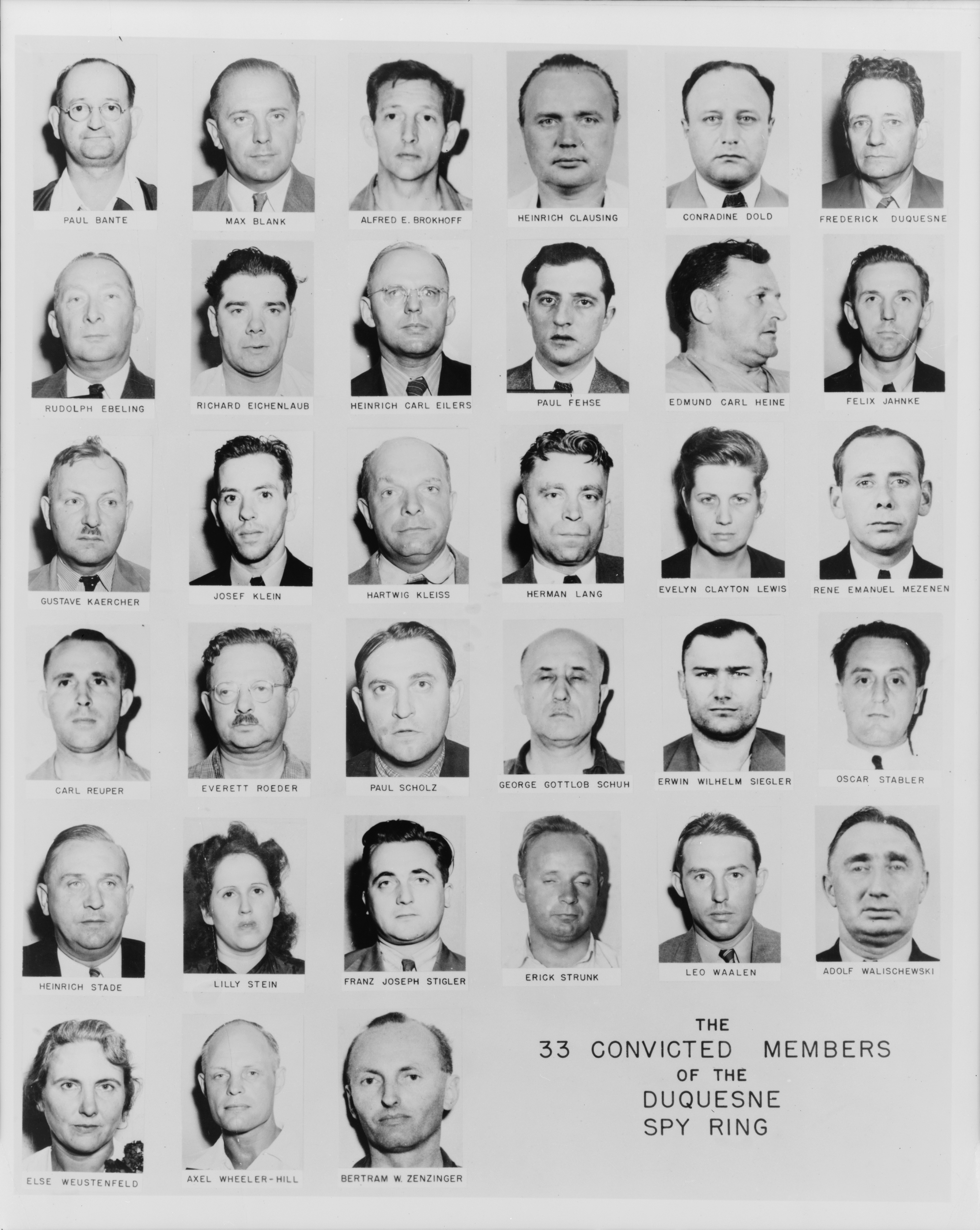
I 33 membri sospetti del Duquesne Spy Ring.

Il Duquesne Spy Ring rappresenta il più grande caso di spionaggio nella storia degli Stati Uniti d'America conclusosi con diverse condanne.
Questa rete di spionaggio, operante per conto della Germania nazista e guidata da Frederick "Fritz" Duquesne, comprendeva ben 33 membri. A seguito di una lunga indagine condotta dal Federal Bureau of Investigation (FBI), 19 agenti si dichiararono colpevoli, mentre altri 14 furono processati dalla Corte distrettuale di Brooklyn, New York, a partire dal 3 settembre 1941. Tutti furono riconosciuti colpevoli il 13 dicembre 1941. Il 2 gennaio 1942, i membri della rete furono condannati complessivamente a oltre 300 anni di carcere.
Nel corso della missione, gli agenti del Duquesne Spy Ring furono assegnati a posizioni strategiche negli Stati Uniti, con l'obiettivo di raccogliere informazioni utili in caso di guerra e di effettuare atti di sabotaggio. Tra le loro attività: uno gestì un ristorante, utilizzato per ottenere informazioni riservate dai clienti; uno come impiegato di una compagnia area, per monitorare e segnalare i movimenti delle navi alleate nell'Oceano Atlantico; mentre un altro come fattorino, copertura per trasportare messaggi segreti senza destare sospetti.
Un esperto di spionaggio tedesco in seguito affermò che lo smantellamento della rete aveva inflitto 'il colpo mortale' agli sforzi di spionaggio della Germania negli Stati Uniti. Il direttore dell'FBI, J. Edgar Hoover, descrisse l'operazione come "la più grande retata di spie nella storia degli Stati Uniti".

## Agenti F.B.I

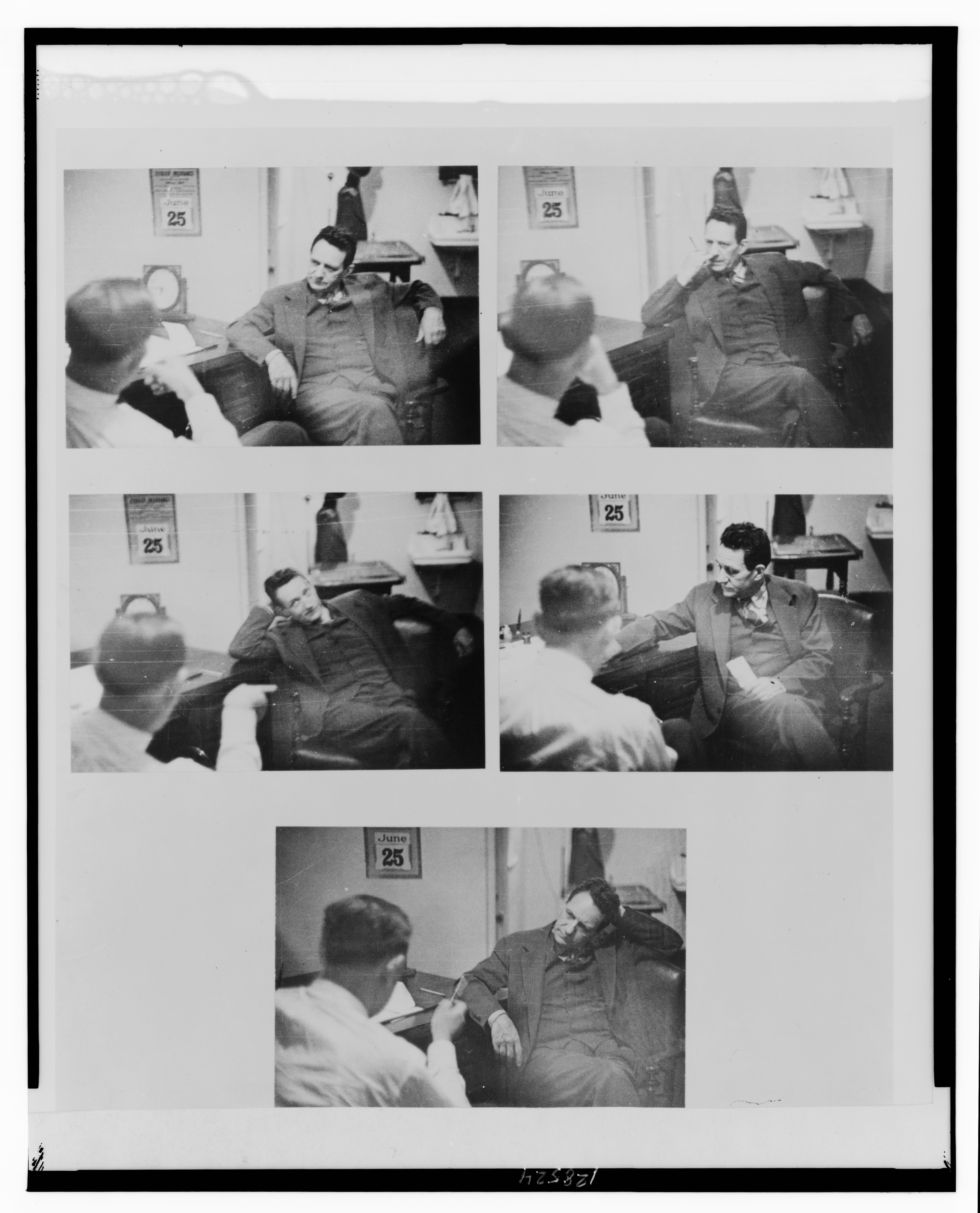
Duquesne nell'ufficio di Harry Sawyer (alias William Sebold), FBI, 25 giugno 1941.

### William G. Sebold
William G. Sebold, inizialmente reclutato come spia al servizio della Germania nazista, scelse invece di collaborare con l'FBI come agente doppiogiochista. Grazie al suo contributo, l'FBI riuscì a raccogliere prove decisive contro il Duquesne Spy Ring. Per quasi due anni, l'FBI gestì una stazione radio a onde corte a New York, che consentì di monitorare le comunicazioni tra la Germania e le sue spie negli Stati Uniti. Questo sistema permise agli investigatori di scoprire le informazioni inviate dalla Germania e di controllare i messaggi trasmessi in risposta. Il lavoro di Sebold si rivelò fondamentale, portando al successo delle incriminazioni contro gli agenti tedeschi e al definitivo smantellamento della rete di spionaggio.
Dopo le condanne del Duquesne Spy Ring, a William G. Sebold fu garantita una nuova identità e si ritirò in California, dove avviò un allevamento di polli. Tuttavia, nel 1965 fu ricoverato al Napa State Hospital, dove gli venne diagnosticato un disturbo bipolare. Morì di infarto cinque anni dopo, nel 1970, all'età di 70 anni. La sua vita come agente doppio fu narrata per la prima volta nel libro del 1943, Passport to Treason: The Inside Story of Spies in America, scritto da Alan Hynd.

### Jim Ellsworth
L'agente speciale Jim Ellsworth fu assegnato come guardia del corpo di William G. Sebold, assumendo la responsabilità di monitorare ogni sua mossa durante i 16 mesi di indagine sul Duquesne Spy Ring.

### William Gustav Friedemann
William Gustav Friedemann fu uno dei principali testimoni nel caso Duquesne Spy Ring. La sua carriera nell'FBI iniziò nel 1935 come analista di impronte digitali. Successivamente divenne un agente dopo aver identificato un'impronta digitale determinante in un importante caso di rapimento. Dopo la Seconda guerra mondiale, Friedemann fu assegnato a Porto Rico, dove il suo lavoro investigativo portò all'identificazione del gruppo responsabile dell'attentato al presidente Harry Truman. Friedemann morì di cancro il 23 agosto 1989 a Stillwater, Oklahoma.

## Membri delDuquesne Spy Ring

### Fritz Duquesne
Nato nella Colonia del Capo, in Sudafrica, il 21 settembre 1877, e cittadino naturalizzato degli Stati Uniti nel 1913, Fritz Joubert Duquesne fu capitano durante la Seconda guerra boera e successivamente colonnello dell'Abwehr, la divisione tedesca di intelligence militare.
Duquesne fu catturato e imprigionato tre volte dagli inglesi, una volta dai portoghesi e una volta dagli americani nel 1917, e ogni volta riuscì a scappare. Durante la Prima guerra mondiale, fu una spia e un leader per la Germania e, in questo periodo, sabotò navi mercantili britanniche in Sud America utilizzando ordigni nascosti, distruggendone diverse. A Duquesne fu anche ordinato di assassinare un americano, Frederick Russell Burnham, capo degli scout dell'esercito britannico, ma fallì nel tentativo. Era conosciuto come "l'uomo che uccise Kitchener" poiché affermò di aver sabotato e affondato la HMS Hampshire, sulla quale Lord Kitchener stava viaggiando verso la Russia nel 1916.
Nella primavera del 1934, Duquesne divenne un ufficiale dell'intelligence per l'Ordine dei 76, un'organizzazione americana filo-nazista, e nel gennaio 1935 iniziò a lavorare per l'agenzia governativa Works Progress Administration. L'ammiraglio Wilhelm Canaris, capo dell'Abwehr, conosceva Duquesne per il suo lavoro durante la Prima Guerra Mondiale e ordinò al suo nuovo capo delle operazioni negli Stati Uniti, il colonnello Nikolaus Ritter, di mettersi in contatto. Ritter era amico di Duquesne dal 1931 e le due spie si incontrarono a New York il 3 dicembre 1937.
L'8 febbraio 1940 a New York, Ritter ordinò a Sebold, sotto lo pseudonimo di Harry Sawyer, di installare una stazione radiotrasmittente a onde corte e di contattare Duquesne (nome in codice DUNN).
Una volta che l'FBI scoprì, attraverso Sebold, che Duquesne era di nuovo a New York operando come spia tedesca, il direttore J. Edgar Hoover si riunì con il presidente Franklin Roosevelt. L'agente dell'FBI Raymond Newkirk, usando il nome Ray McManus, fu assegnato al caso DUNN. Affittò una stanza immediatamente sopra l'appartamento di Duquesne, vicino a Central Park, e utilizzò un microfono nascosto per registrare le conversazioni di Duquesne. Tuttavia, monitorare le sue attività si rivelò complicato. Come lo descrisse Newkirk: "Duquense era stato una spia per tutta la sua vita e usava tutti i trucchi per evitare che qualcuno lo seguisse... Prendeva un treno locale, cambiava con un espresso, tornava a un treno locale, attraversava una porta girevole e continuava a girare a destra, prendeva un ascensore per un piano, scendeva, tornava a terra e usava un'altra entrata dell'edificio". Duquesne informò anche Sebold di essere certo di essere sotto sorveglianza e arrivò persino ad affrontare un agente dell'FBI, chiedendogli di smettere di seguirlo, una storia confermata dallo stesso Newkirk.
In una lettera al Chemical Warfare Service di Washington D.C, Duquesne chiese informazioni su una nuova maschera antigas. Si identificò come uno "scrittore e conferenziere noto, responsabile e rispettabile". In fondo alla lettera scrisse: "Non preoccupatevi se queste informazioni sono confidenziali, perché saranno nelle mani di un buon cittadino". Poco tempo dopo, le informazioni richieste arrivarono per posta e, una settimana dopo, furono lette dagli agenti dei servizi segreti a Berlino.
Duquesne fu riconosciuto colpevole di spionaggio e condannato a 18 anni di prigione. Ricevette una condanna simultanea a due anni e una multa di 2000 dollari per aver violato il Registration Act. Scontò la sua pena nel penitenziario federale di Leavenworth, nel Kansas, dove fu maltrattato e picchiato da altri detenuti. Nel 1954, fu rilasciato per problemi di salute, dopo aver scontato 14 anni, e morì indigente al City Hospital di Roosevelt Island, New York City, il 24 maggio 1956, all'età di 78 anni.

### Paul Bante
Nato in Germania, Paul Bante prestò servizio nell'esercito tedesco durante la Prima guerra mondiale. Nel 1930 si recò negli Stati Uniti, dove ottenne la cittadinanza per  naturalizzazione nel 1938. Bante, ex membro del German-American Bund, affermò di essere entrato in contatto con l'agente Paul Fehse a causa dei suoi legami con Ignatz Theodor Griebl. Prima di fuggire dagli Stati Uniti per la Germania, Griebl fu accusato di appartenere a un gruppo di spie naziste insieme a Rumrich.
Bante aiutò Fehse a ottenere informazioni sulle navi in partenza per la Gran Bretagna cariche di rifornimenti bellici. Come agente della Gestapo, avrebbe dovuto fomentare il malcontento tra i sindacalisti. Sebold incontrò Bante al Little Casino Restaurant, un luogo frequentemente utilizzato dai membri della rete di spionaggio. Durante uno di questi incontri, Bante parlò di costruire un detonatore per bombe e, successivamente, consegnò dinamite e detonatori a Sebold.
Bante si dichiarò colpevole di aver violato la Registraction Act. Fu condannato a 18 mesi di prigione e a una multa di 1000 dollari.

### Max Blank
Blank arrivò negli Stati Uniti dalla Germania nel 1928. Sebbene non avesse mai acquisito la cittadinanza statunitense, lavorò presso una biblioteca tedesca. Blank rivelò a Sebold di essere una spia dal 1936. Tuttavia, negli ultimi anni, aveva progressivamente perso interesse a causa della riduzione dei pagamenti ricevuti dalla Germania.
Blank si dichiarò colpevole e fu condannato a 18 mesi di prigione e a una multa di 1000 dollari.

### Heinrich Clausing
Heinrich Clausing, nato in Germania, arrivò negli Stati Uniti nel settembre del 1934, dove ottenne la cittadinanza per naturalizzazione nel 1938. Nello stesso anno fu incaricato di raccogliere informazioni segrete riguardante l'industria automobilistica e aeronautica statunitense, con l'intento di passarli alla Germania. Successivamente, si scoprì che Heine era anche il misterioso "Heinrich" che forniva fotografie aeree agli altri membri del Duquesne Spy Ring.
Dopo aver ottenuto libri tecnici sul magnesio e sulle leghe di alluminio, Heine inviò il materiale a Heinrich Eilers. Per garantire una consegna sicura dei libri in Germania, nel caso in cui non fossero arrivati a destinazione, Heine indicò l'indirizzo del mittente sul pacco come indirizzo di Lilly Stein.
Clausing si dichiarò colpevole di spionaggio e fu condannato a 8 anni di prigione. Ricevette anche una condanna a due anni e una multa di 5000 dollari per aver violato il Registration Act.

### Paul Fehse
Nel 1934, Fehse lasciò la Germania per gli Stati Uniti, dove ottenne la cittadinanza nel 1938. Da quando emigrò, lavorò come cuoco a bordo delle navi in partenza dal porto di New York. Fehse divenne una delle figure principali del Duquesne Spy Ring. Organizzò riunioni, supervisionò le attività dei membri, coordinò le informazioni raccolte e ne organizzò la trasmissione in Germania, principalmente attraverso Sebold. Svolse l'addestramento come spia ad Amburgo, e affermò di essere a capo della divisione marina del sistema di spionaggio nazista negli Stati Uniti.
In un secondo momento, Fehse decise di lasciare gli Stati Uniti. Ottenne un posto sulla SS Siboney, che sarebbe dovuta salpare da Hoboken, nel New Jersey, per Lisbona il 29 marzo 1941. La sua intenzione era quella di abbandonare la nave a Lisbona e tornare in Germania. Tuttavia, prima che potesse farlo, Fehse fu arrestato dall'FBI. Durante l'arresto, ammise di aver inviato lettere all'Italia per essere trasmesse alla Germania e di aver segnalato i movimenti delle navi britanniche. Fehse si dichiarò colpevole di aver violato il Registration Act e fu condannato a un anno e un giorno di prigione. Successivamente, si dichiarò colpevole di spionaggio e fu condannato a ulteriori 15 anni di reclusione.

### Gustav Wilhelm Kärcher
Kärcher emigrò dalla Germania agli Stati Uniti nel 1923 e ottenne la cittadinanza statunitense nel 1931. Aveva prestato servizio nell'esercito tedesco durante la Prima guerra mondiale ed era stato leader della sezione newyorkese del German-American Bund. Durante alcune visite in Germania, Kärcher fu visto indossare l'uniforme da ufficiale dell'esercito tedesco. Al momento del suo arresto, lavorava alla progettazione di centrali elettriche per una compagnia di gas ed elettricità. Kärcher fu arrestato insieme a Paul Scholz, che gli aveva appena consegnato informazioni da trasmettere alla Germania via radio.
Dopo essersi dichiarato colpevole di aver violato il Registration Act, Kärcher fu condannato a 22 mesi di carcere e a una multa di 2000 dollari.

### Herman W. Lang
Herman W. Lang partecipò al Putsch di Monaco nel 1923 e emigrò negli Stati Uniti nel 1927.
Fino al suo arresto, Lang lavorava come tornitore e disegnatore tecnico presso la Carl L. Norden Corp., azienda che produceva il sistema di puntamento Norden, uno strumento fondamentale dei bombardieri statunitensi. Nell'ottobre del 1937 incontrò Ritter e gli rivelò di avere accesso temporaneo, durante la notte, a disegni classificati. Lang utilizzò queste occasioni per copiarli nella sua cucina di casa, mentre la sua famiglia dormiva. Successivamente, nascose i piani all'interno di un ombrello e, il 9 gennaio 1938, consegnò personalmente l'ombrello a un corriere segreto a bordo della nave SS Reliance, diretta a Brema. Per questo servizio ricevette un compenso di 1500 dollari. Tuttavia, Lang non riuscì a copiare tutti i progetti, e Ritter lo invitò in Germania per completare un modello. Durante questa visita, Lang fu ricevuto personalmente da Hermann Göring. Il sistema di puntamento Norden era considerato uno strumento cruciale per l'esercito statunitense durante la guerra, e i bombardieri americani erano obbligati a giurare durante l'addestramento che avrebbero difeso il suo segreto anche a costo della propria vita.
A un certo punto, Sebold ricevette l'ordine di contattare Lang, poiché era noto che la tecnologia rubata da Lang veniva utilizzata nei bombardieri tedeschi. I nazisti gli offrirono di trasferirlo in sicurezza in Germania, ma Lang rifiutò, preferendo restare nella sua casa di Ridgewood, Queens. Dopo la condanna, Lang fu condannato a 18 anni di carcere per spionaggio, oltre a una pena di due anni per violazione del Registration Act. Fu rilasciato e rimpatriato in Germania nel settembre 1950.

### Evelyn Clayton Lewis
Evelyn Clayton Lewis, originaria dell'Arkansas, viveva con Duquesne a New York. Durante la sua relazione con Duquesne, Lewis espresse sentimenti anti-britannici e antisemiti. Era a conoscenza delle attività di spionaggio di Duquesne e le approvava. Pur non essendo direttamente coinvolta nella raccolta di informazioni per la Germania, aiutava nella preparazione del materiale da trasmettere all'estero. Dopo essersi dichiarata colpevole, Lewis fu condannata a un anno e un giorno di carcere per violazione del Registration Act.

### René Emanuel Mezenen
René Emanuel Mezenen, un cittadino francese, dichiarò di essere cittadino statunitense in virtù della naturalizzazione di suo padre. Prima del suo arresto, lavorava come steward nel servizio transatlantico della Pan American World Airways. Il Servizio di Intelligence tedesco a Lisbona, in Portogallo, chiese a Mezenen di agire come corriere, trasmettendo informazioni tra gli Stati Uniti e il Portogallo durante i suoi regolari voli commerciali. In qualità di steward, era in grado di consegnare documenti da New York a Lisbona in sole 24 ore.
Dopo essersi dichiarato colpevole, Mezenen fu condannato a 8 anni di carcere per spionaggio. Gli fu inoltre inflitta una condanna di due anni per la violazione del Registration Act.

### Carl Reuper
Carl Reuper, emigrato dalla Germania negli Stati Uniti nel 1929, ottenne la cittadinanza statunitense nel 1936. Prima del suo arresto, lavorava come ispettore per la Westinghouse Electric Company a Newark, nel New Jersey. In precedenza, aveva lavorato come meccanico per la Air Associates Company a Bendix, nel New Jersey.
Reuper raccolse fotografie riguardanti materiali e strutture di difesa nazionale, sfruttando la sua posizione lavorativa. Stabilì contatti radio con la Germania tramite la stazione gestita da Felix Jahnke. In un'occasione, si incontrò con Sebold per discutere le sue possibilità di comunicare con le autorità tedesche.
Dopo essere stato condannato in tribunale, Reuper fu condannato a 16 anni di carcere per spionaggio e a una pena di due anni per violazione del Registration Act.

### Paul Alfred W. Scholz
Paul Scholz si trasferì negli Stati Uniti nel 1926, ma non ottenne mai la cittadinanza. Lavorò in diverse librerie tedesche a New York, dove diffondeva articoli e materiale di propaganda nazista. Scholz organizzò la costruzione del set radiofonico utilizzato da Felix Jahnke e Axel Wheeler-Hill. Inoltre, incoraggiava i membri della rete spionistica a raccogliere dati per la Germania e organizzava contatti tra diversi agenti tedeschi.
Dopo essere stato condannato in tribunale, Scholz ricevette una pena di 16 anni di carcere per spionaggio e una pena di due anni per violazione del Registration Act.

### George Gottlob Schuh
George Gottlob Schuh, nato in Germania, si trasferì negli Stati Uniti nel 1923 e ottenne la cittadinanza statunitense nel 1939. Lavorava come falegname.
In qualità di agente tedesco, Schuh inviava informazioni direttamente alla Gestapo di Amburgo. Fornì ad Alfred Brokhoff informazioni sull'arrivo di Winston Churchill negli Stati Uniti a bordo della HMS King George V. Inoltre, trasmise alla Germania dati riguardanti i movimenti delle navi che trasportavano materiali e rifornimenti verso la Gran Bretagna.
Schuh si dichiarò colpevole di violazione del Registration Act e fu condannato a 18 mesi di carcere e a una multa di 1000 dollari.

### Erwin Wilhelm Siegler
Erwin Wilhelm Siegler emigrò dalla Germania negli Stati Uniti nel 1929 e ottenne la cittadinanza nel 1936. Lavorò come capo macellaio a bordo della SS America fino al 1940, quando la nave fu requisita dalla Marina degli Stati Uniti.
In qualità di corriere, Siegler consegnò a Sebold istruzioni in microfotografia provenienti dalle autorità tedesche e trasportò 2900 dollari destinati al pagamento di Lilly Stein, Duquesne e Roeder per i loro servizi. Inoltre, svolse il ruolo di organizzatore e intermediario per il gruppo di spionaggio, raccogliendo informazioni sui movimenti navali e sulle misure di difesa presso il Canale di Panama.
Dopo essere stato condannato, Siegler ricevette una pena di 10 anni di carcere per spionaggio e una pena di due anni per la violazione del Registration Act.

### Oscar Richard Stabler
Nato in Germania, Oscar Richard Stabler si trasferì negli Stati Uniti nel 1923 e divenne cittadino statunitense nel 1933. Lavorò principalmente come barbiere a bordo di navi transoceaniche. Nel dicembre 1940, le autorità britanniche a Bermuda trovarono in suo possesso una mappa di Gibilterra. Fu detenuto brevemente prima di essere rilasciato. Stabler, stretto collaboratore di Conradin Otto Dold, operò come corriere, trasmettendo informazioni tra agenti tedeschi negli Stati Uniti e contatti all'estero.
Fu condannato a cinque anni di carcere per spionaggio, e a una pena di due anni per violazione del Registration Act.

### Heinrich Stade
Heinrich Stade arrivò negli Stati Uniti dalla Germania nel 1922 e ottenne la cittadinanza nel 1929. Musicista e agente pubblicitario a New York, dichiarò all'agente Sebold di far parte della Gestapo dal 1936. Stade organizzò l'incontro di Paul Bante con Sebold e trasmise dati alla Germania sui convogli che trasportavano rifornimenti in Inghilterra.
Fu arrestato mentre suonava nell'orchestra di un'osteria a Long Island, New York. Dopo essersi dichiarato colpevole di violazione del Registration Act, Stade fu condannato a 15 mesi di carcere e a una multa di 1000 dollari.

### Lilly Barbara Carola Stein
Nata a Vienna, Lilly Barbara Carola Stein incontrò Hugo Sebold, l'istruttore di spionaggio che aveva addestrato William Sebold (non erano parenti) ad Amburgo, in Germania. Dopo essersi iscritta alla scuola di spionaggio fu inviata negli Stati Uniti attraverso la Svezia nel 1939.
A New York lavorò come modella e frequentò i circoli sociali della città. Come agente tedesca, la sua missione era quella di avvicinare personalità di spicco, sedurli e ricattarli o convincerli a rivelare segreti confidenziali. Stein fu una delle persone alle quali Sebold consegnò istruzioni in microfotografia al suo arrivo negli Stati Uniti. Collaborò spesso con Sebold fornendogli informazioni da trasmettere in Germania, e il suo indirizzo fu utilizzato come recapito per le comunicazioni inviate dagli altri agenti.
Stein si dichiarò colpevole e fu condannata a 10 anni di prigione per spionaggio e a due anni per violazione del Registration Act. Dopo il rilascio, si trasferì in Francia, dove trovò lavoro in un resort di lusso vicino a Strasburgo.

### Franz Joseph Stigler
Franz Joseph Stigler lasciò la Germania per gli Stati Uniti nel 1931, ottenendo la cittadinanza nel 1939. Lavorò come membro dell'equipaggio e capo panettiere su navi statunitensi fino al 1939, quando la SS America fu requisita dalla Marina degli Stati Uniti.
Stigler, compagno di Erwin Siegler, agiva come corriere per trasmettere informazioni tra gli Stati Uniti e gli agenti tedeschi a bordo delle navi. Cercò di reclutare operatori radio dilettanti negli Stati Uniti come canali di comunicazione con le stazioni tedesche. Inoltre, osservò e riportò informazioni riguardanti la Zona del Canale di Panama e incontrò altri agenti tedeschi per fornire loro consulenze sulle operazioni di spionaggio.
Nel gennaio 1941, Stigler chiese a Sebold di comunicare via radio in Germania che il primo ministro Winston Churchill era arrivato segretamente negli Stati Uniti a bordo della HMS King George V.
Dopo la condanna, Stigler fu condannato a 16 anni di carcere per spionaggio, e a una pena di due anni per violazione del Registration Act.

### Erich Strunck
Arrivato negli Stati Uniti dalla Germania nel 1927, Erich Strunck lavorò come marinaio sulle navi della United States Lines e divenne cittadino statunitense nel 1935. Come corriere, trasportava messaggi tra agenti tedeschi negli Stati Uniti e in Europa. Strunck chiese l'autorizzazione per rubare la valigia diplomatica di un ufficiale britannico che viaggiava a bordo della sua nave e di eliminare quest'ultimo spingendolo in mare, ma Sebold lo convinse che sarebbe stato troppo rischioso.
Fu condannato a 10 anni di carcere per spionaggio e a una pena di due anni per violazione del Registration Act.

### Leo Waalen
Nato a Danzica, in Germania, Leo Waalen entrò negli Stati Uniti nel 1935 come clandestino. Lavorava come pittore per una piccola azienda di costruzione di imbarcazioni che produceva navi per la Marina degli Stati Uniti. Waalen si occupò di raccogliere informazioni sulle navi dirette in Inghilterra e ottenne un opuscolo riservato dell'FBI contenente precauzioni per proteggere obiettivi di difesa nazionale dal sabotaggio. Acquisì anche contratti governativi su materiali ed equipaggiamenti, nonché carte nautiche dettagliate della costa atlantica degli Stati Uniti.
Nell'ottobre 1941, i pubblici ministeri federali presentarono prove che accusavano Waalen di aver comunicato la data di partenza della nave SS Robin Moor via radio in Germania, cinque giorni prima della sua ultima traversata. Dopo la condanna, Waalen fu condannato a 12 anni di carcere per spionaggio e a una pena di due anni per violazione del Registration Act.

### Adolf Henry August Walischewski
Nato in Germania, Adolf Walischewski lavorò come marinaio sin dalla giovane età e divenne cittadino statunitense nel 1935. Fu reclutato nel sistema di spionaggio tedesco tramite Paul Fehse. I suoi compiti erano limitati al ruolo di corriere, trasportando informazioni dagli Stati Uniti all'estero.
Dopo la condanna, Walischewski ricevette una pena di cinque anni di carcere per spionaggio e una di due anni per violazione del Registration Act.

### Else Weustenfeld
Else Weustenfeld arrivò negli Stati Uniti dalla Germania nel 1927, ottenendo la cittadinanza dieci anni dopo. Dal 1935 fino al suo arresto, lavorò come segretaria presso uno studio legale che rappresentava il Consolato tedesco a New York.
Era strettamente legata al sistema di spionaggio tedesco e si occupava di consegnare fondi economici a Duquesne, ricevuti dalla sua amica Lilly Stein. Viveva a New York con Hans W. Ritter, e visitò Hans in Messico nel 1940, dove questi operava come tesoriere per il Servizio di spionaggio militare tedesco.
Weustenfeld si dichiarò colpevole e fu condannata a cinque anni di carcere per spionaggio e a due anni per violazione del Registration Act.

### Axel Wheeler-Hill
Proveniente dalla Lettonia, Axel Wheeler-Hill emigrò negli Stati Uniti nel 1923 e ottenne la cittadinanza statunitense nel 1929. Tra il 1918 e il 1922, servì nei Freikorps baltici durante la Guerra d'indipendenza lettone. Negli Stati Uniti lavorò come autista di camion.
Wheeler-Hill raccolse informazioni per la Germania riguardo alle navi in partenza dal porto di New York verso la Gran Bretagna. Con Felix Jahnke, collaborò con Paul Scholz per costruire un apparecchio radio per inviare messaggi cifrati in Germania.
Dopo la condanna, Wheeler-Hill fu condannato a 15 anni di carcere per spionaggio e a due anni per violazione del Registration Act.

### Bertram Wolfgang Zenzinger
Nato in Germania, Bertram Wolfgang Zenzinger si trasferì negli Stati Uniti nel 1940 come cittadino dell'Unione Sudafricana. Dichiarò di essere negli Stati Uniti per studiare odontotecnica a Los Angeles, in California. Nel luglio 1940, ricevette una matita per preparare messaggi invisibili da inviare in Germania. Tramite una casella postale in Svezia, spedì diverse lettere contenenti dettagli su materiali per la difesa nazionale.
Zenzinger fu arrestato dagli agenti dell'FBI il 16 aprile 1941. Dopo essersi dichiarato colpevole, fu condannato a otto anni di carcere per spionaggio e a 18 mesi per violazione del Registration Act.

## Personalità collegate

### Nikolaus Ritter

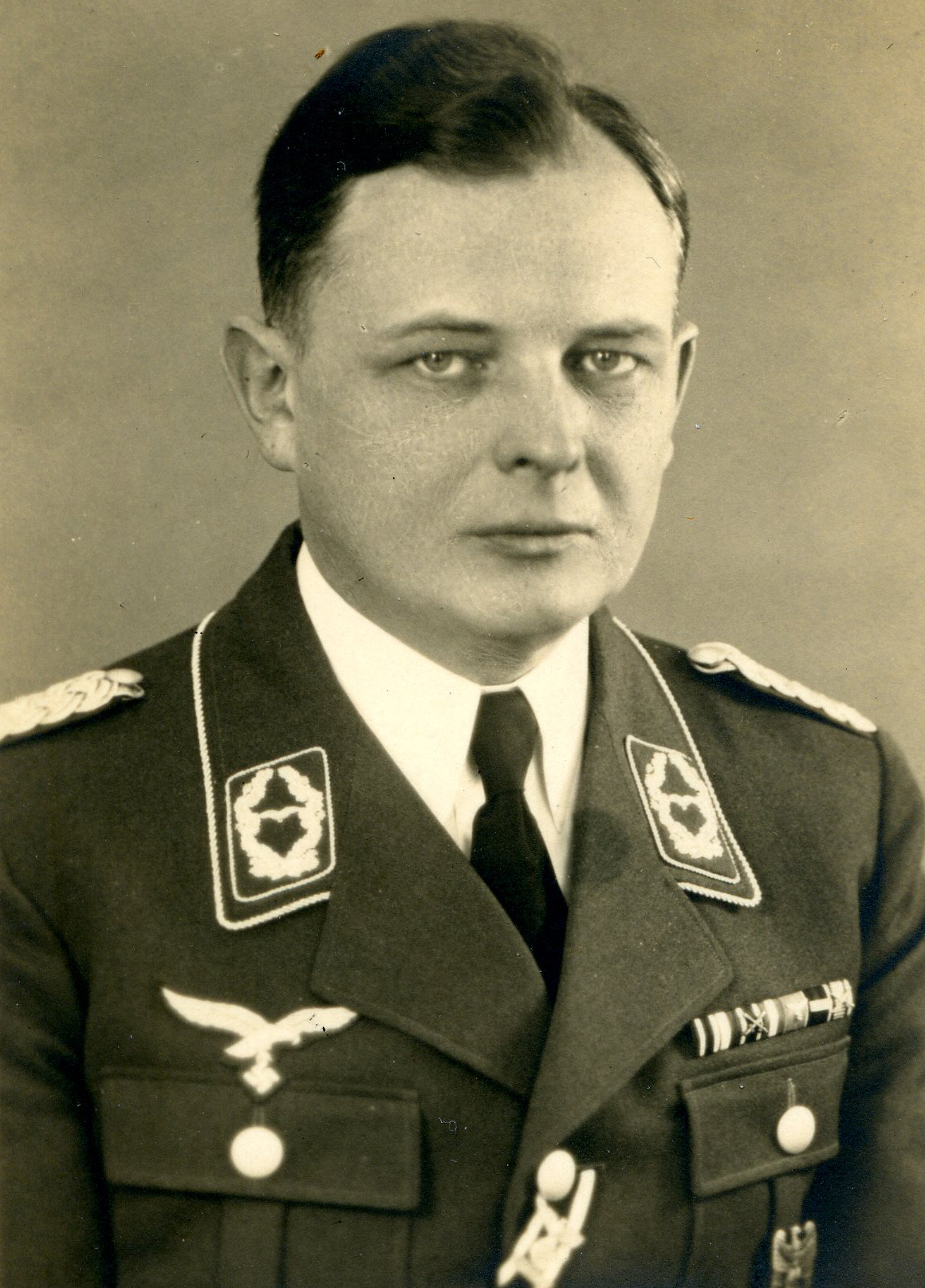
Nikolaus Ritter, 1940.

L'Oberstleutnant (tenente colonnello) Nikolaus Ritter guidò reti di spionaggio negli Stati Uniti, in Gran Bretagna e in Nord Africa tra il 1936 e il 1941. Nato in Germania, aveva prestato servizio come ufficiale nella Prima guerra mondiale sul fronte occidentale in Francia, dove fu ferito due volte. Emigrato a New York nel 1924, sposò un’americana e tornò in Germania nel 1936 per entrare nell'Abwehr come capo dell'intelligence aerea ad Amburgo, operando con il nome in codice Dr. Rantzau.
Ritter incontrò per la prima volta Fritz Duquesne nel 1931 e nuovamente a New York il 3 dicembre 1937. Durante la sua permanenza negli Stati Uniti, entrò in contatto con Herman Lang e organizzò il suo viaggio in Germania, dove Lang aiutò i nazisti a completare la loro versione segreta del Sistema di puntamento Norden. Ritter ottenne diversi successi per l'Abwehr, tra cui il furto di progetti del Sistema di puntamento Norden statunitense, prodotto dalla Sperry Gyroscope Company, nonché diverse operazioni di intelligence in Nord Africa a supporto del feldmaresciallo Erwin Rommel. Tuttavia, alcune delle sue reclute si rivelarono agenti-doppi, causando il fallimento di importanti operazioni di spionaggio.
Tra le sue reclute vi furono William Sebold, che successivamente collaborò con l'FBI, contribuendo allo smantellamento del Duquesne Spy Ring e all'arresto di 33 agenti dell'Abwehr. Sebbene Ritter non sia mai stato arrestato, la scoperta del Duquesne Spy Ring portò alla sua caduta all'interno dell'Abwehr. Nel 1942 fu riassegnato alle difese aeree in Germania, dove rimase fino alla fine della Seconda guerra mondiale.

## Nella cultura di massa
La pellicola del 1945 La casa della 92ª strada (The House on 92nd Street), diretta da Henry Hathaway, è liberamente ispirata al Duquesne Spy Ring.